# Pierre Garçon
Pierre Andre Garçon (West Palm Beach, 8 agosto 1986) è un ex giocatore di football americano statunitense di discendenza haitiana che ha militato nel ruolo di wide receiver nella National Football League. Fu scelto dagli Indianapolis Colts nel corso del sesto giro del Draft NFL 2008. Al college ha giocato a football a Mount Union.

## Carriera professionistica

### Indianapolis Colts

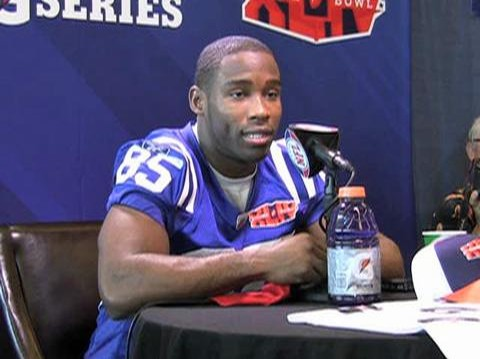
Garçon prima del Super Bowl XLIV.

Pierre Garçon fu scelto dagli Indianapolis Colts nel Draft 2008 e trascorse l'intera stagione come ricevitore di riserva. Facente parte del roster attivo nel 2009, Garçon fu nominato riserva di Reggie Wayne. Dopo l'infortunio di Anthony Gonzalez nella settimana 1, Garçon si spostò nella posizione di secondo wide receiver titolare. Egli rimase titolare fino a un infortunio alla mano che lo tenne fuori nelle settimane 16 e 17. La stagione 2009 vide il giovane ricevitore diventare una delle opzioni principali nei passaggi di Peyton Manning. Chiuse la stagione con 47 ricezioni per 765 yard e 4 touchdowns.
Nel 2010, Garçon giocò come titolare per la maggior parte della stagione. Egli totalizzò 67 ricezioni per 784 yard e 6 touchdown.
Malgrado l'infortunio che tenne fuori da campi di gioco Peyton Manning per tutta la stagione 2011, Garçon ebbe la sua miglior stagione a livello personale coi Colts. Egli giocò da titolare tutte le 16 gare della stagione registrando 70 ricezioni, 947 yard ricevute e 6 touchdown.

### Washington Redskins
Il marzo 2012, Garçon firmò un contratto quienquennale del valore di 42,5 milioni di dollari, 20,5 milioni dei quali garantiti, coi Washington Redskins. Egli fu il primo free agent firmato dai Redskins per la stagione 2012.

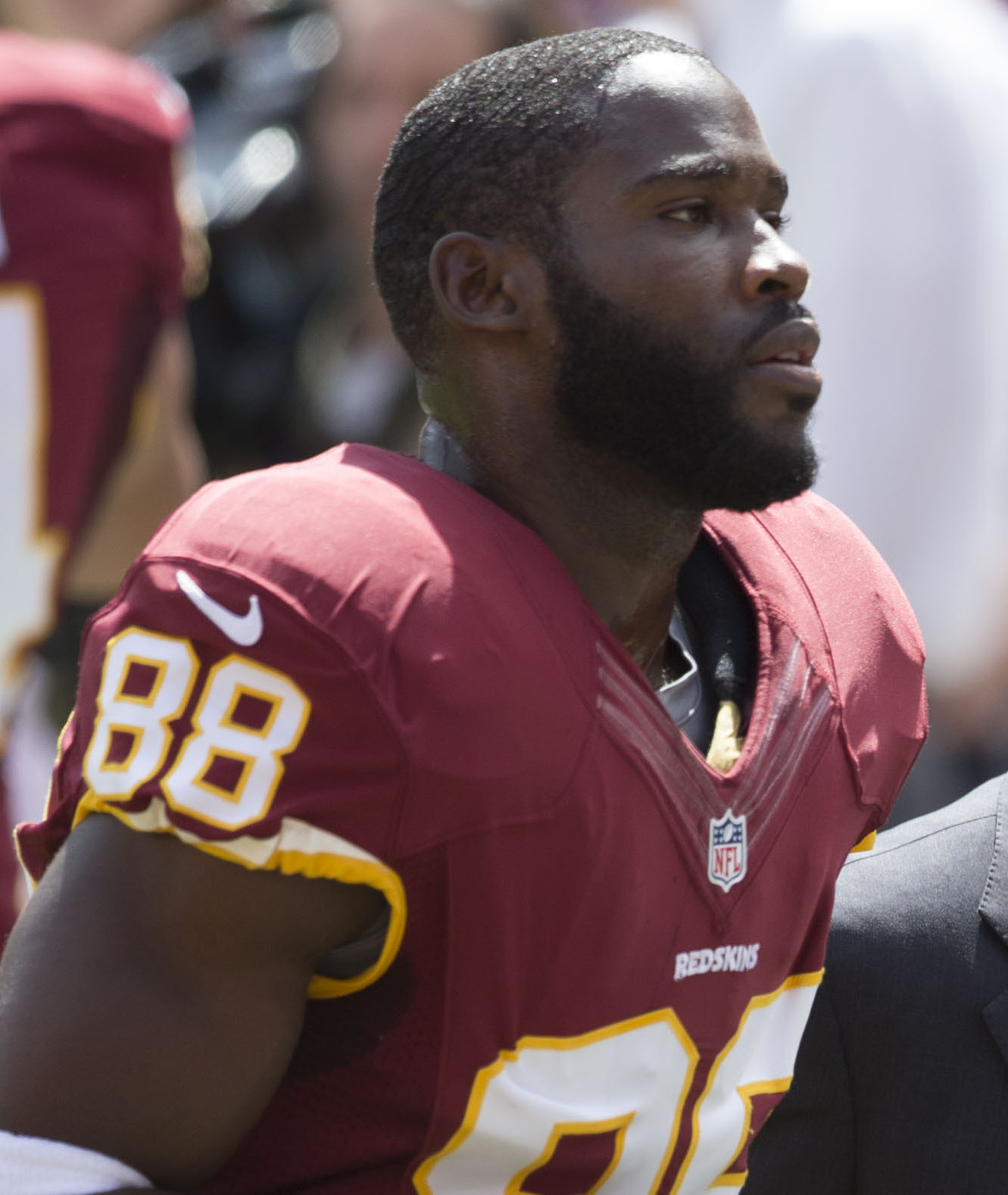
Garçon nel settembre 2015.

L'avventura di Garçon coi Redskins iniziò col piede giusto quando, nella vittoria del debutto stagionale contro i New Orleans Saints, egli ricevette 4 passaggi per 109 yard, segnando un touchdown su passaggio del nuovo quarterback Robert Griffin III, tutto nel primo tempo. La grande prestazione del giocatore si interruppe però a causa di un infortunio che lo costrinse a perdere tutta la seconda metà della partita. Il giocatore fu costretto a saltare anche le due partite successive, facendo ritorno nella settimana 4 contro i Tampa Bay Buccaneers in cui ricevette un solo passaggio da 20 yard ma recuperando anche un fumble decisivo di RG3 nella end zone avversaria che valse un touchdown per i Redskins.
Nella settimana successiva i Redskins persero contro gli imbattuti Atlanta Falcons con il giocatore che ricevette 3 passaggi per 24 yard. Tormentato dagli infortuni per tutta la parte centrale della stagione, Garçon tornò a giocare un'ottima partita nella gara del Giorno del Ringraziamento in cui ricevette 93 yard e segnò un touchdown, coi Redskins che batterono facilmente i Dallas Cowboys. Nel Monday Night Football successivo il ricevitore giocò un'altra prova maiuscola guadagnando 106 yard e segnando 1 touchdown nella vittoria sui Giants.
Il ricevitore segnò il terzo touchdown consecutivo nella vittoria ai supplementari coi Baltimore Ravens in cui guadagnò 87 yard. La striscia positiva dei Redskins proseguì contro gli Eagles nella settimana 16 con Pierre che ricevette 89 yard.
Garçon segnò il primo touchdown della stagione 2013 nella sconfitta della settimana 2 contro i Green Bay Packers in cui ricevette 143 yard. Il secondo lo segnò due settimane dopo contro gli Oakland Raiders in cui i Redskins ottennero la prima vittoria stagionale. Nella vittoria ai supplementari della settimana 9 sui San Diego Chargers ricevette un nuovo massimo stagionale di 172 yard. Il giovedì successivo segnò il suo terzo TD del 2013 ma i Redskins furono sconfitti dai Minnesota Vikings. Il quarto lo segnò nella settimana 15 nella sconfitta contro gli Atlanta Falcons e nella successiva contro i Cowboys, in cui terminò con 144 yard ricevute. La sua stagione si concluse guidando la NFL con 113 ricezioni, per 1 346 yard e 5 touchdown, venendo votato all'80º posto nella NFL Top 100 dai suoi colleghi.
Il primo touchdown del 2014, Garçon lo segnò nella settimana 3 contro gli Eagles, terminando la gara con 138 yard ricevute. Nella settimana 7 ricevette un touchdown da 70 yard dal terzo quarterback Colt McCoy, contribuendo alla seconda vittoria stagionale di Washington. La sua annata si chiuse guidando la franchigia con 68 ricezioni e al secondo posto dietro DeSean Jackson con 752 yard ricevute e 3 touchdown.

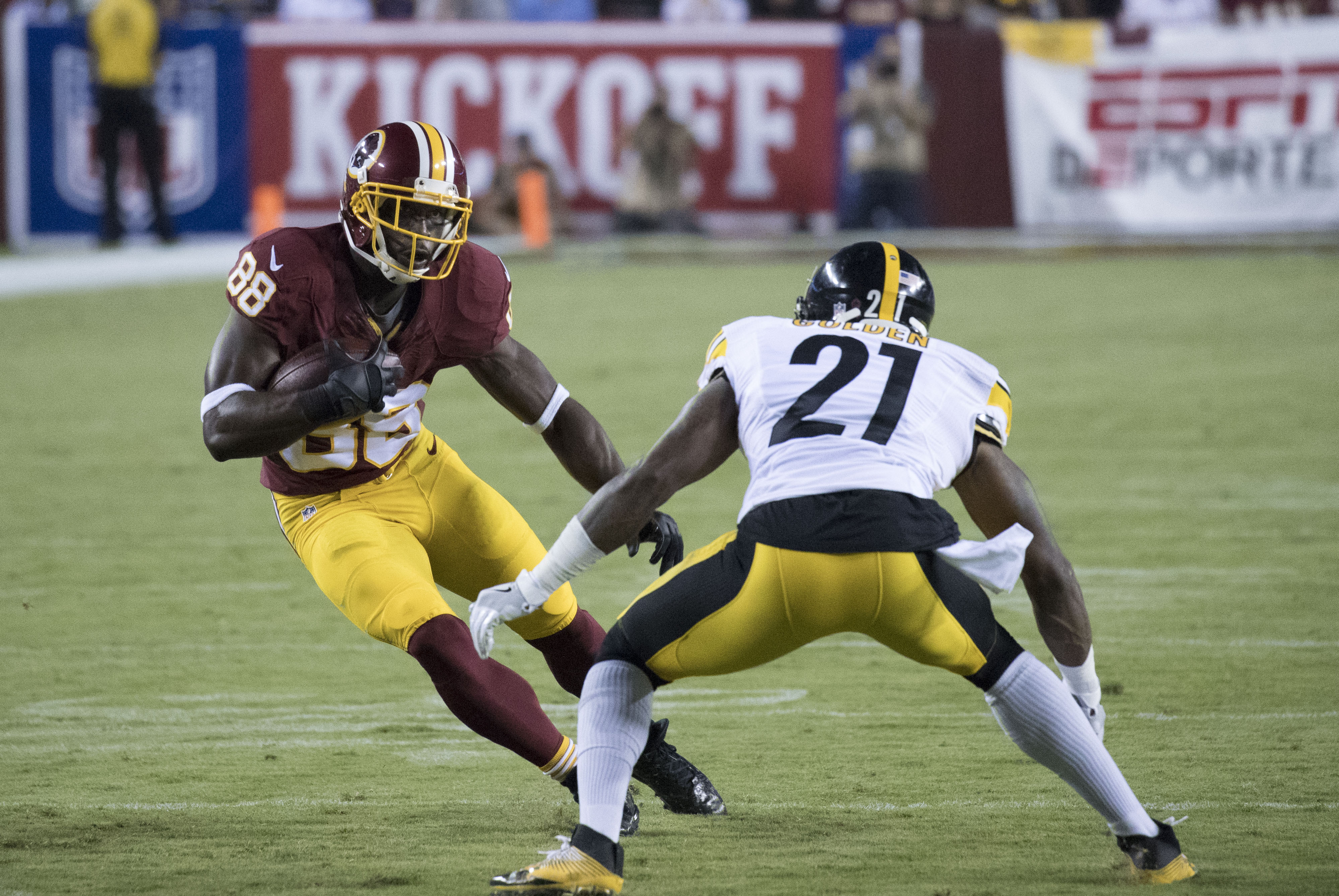
Garcon contro Pittsburgh nel 2016.

Nel quarto turno della stagione 2015, Garçon ricevette da Kirk Cousins il touchdown decisivo a 26 secondi dal termine. Un'altra marcatura, la quinta stagionale la mise a segno nella vittoria della settimana 16 in casa degli Eagles che diede ai Redskins il primo titolo di division dal 2012. La sua annata si chiuse al secondo posto della squadra sia in yard ricevute (777) che in TD su ricezione (6), in entrambi i casi dietro a Jordan Reed.

### San Francisco 49ers
Il 10 marzo 2017, Garçon firmò con i San Francisco 49ers. Con essi disputò le ultime due stagioni della carriera.

## Palmarès
- American Football Conference Championship: 1

Indianapolis Colts: 2009

## Statistiche
Stagione regolare
| Anno     | Squadra             | P   | PT | Ric | Yard  | Media | TD |
| 2008     | Indianapolis Colts  | 14  | 0  | 4   | 23    | 5,8   | 0  |
| 2009     | Indianapolis Colts  | 14  | 13 | 47  | 765   | 16,3  | 4  |
| 2010     | Indianapolis Colts  | 14  | 14 | 67  | 784   | 11,7  | 6  |
| 2011     | Indianapolis Colts  | 16  | 16 | 70  | 947   | 13,5  | 6  |
| 2012     | Washington Redskins | 10  | 10 | 44  | 633   | 14,4  | 4  |
| 2013     | Washington Redskins | 16  | 16 | 113 | 1 346 | 11,9  | 5  |
| 2014     | Washington Redskins | 16  | 14 | 68  | 752   | 11,1  | 3  |
| 2015     | Washington Redskins | 16  | 16 | 72  | 777   | 10,8  | 6  |
| Carriera | Carriera            | 116 | 99 | 485 | 6 027 | 12,4  | 34 |